# Hrabstwo Henderson (Illinois)

Piramida wieku hrabstwa

Hrabstwo Henderson – hrabstwo w USA, w stanie Illinois, według spisu z 2000 roku liczba ludności wynosiła 8 213. Siedzibą hrabstwa jest Oquawka.

## Geografia
Według spisu hrabstwo zajmuje powierzchnię 1 023 km², z czego  981 km² stanowią lądy, a 42 km² (4,13%) stanowią wody.

### Sąsiednie hrabstwa
- Hrabstwo Mercer – północ
- Hrabstwo Warren – wschód
- Hrabstwo McDonough – południowy wschód
- Hrabstwo Hancock – północny zachód

Stan Illinois na mapie USA

- Hrabstwo Lee – północny zachód
- Hrabstwo Des Moines – zachód

## Historia
Hrabstwo Henderson zostało utworzone w 1841 z terenów należących do  Hrabstwa Warren. Nazwę obrało taką samą jak hrabstwo z Kentucky, na cześć Richarda Hendersona, fundatora kolonii Transylvania, będącej baza dla organizowania późniejszego stanu Kentucky w 1775 roku.

## Demografia
Według spisu z 2000 roku hrabstwo zamieszkuje 8 213 osób, które tworzą 3 365 gospodarstw domowych oraz 2 375 rodzin. Gęstość zaludnienia wynosi 8 osób/km². Na terenie hrabstwa jest 4 126 budynków mieszkalnych o częstości występowania wynoszącej 4 budynków/km². Hrabstwo zamieszkuje 98,50% ludności białej, 0,26% ludności czarnej, 0,11% rdzennych mieszkańców Ameryki, 0,10% Azjatów, 0,04% mieszkańców Pacyfiku, 0,18% ludności innej rasy oraz 0,82% ludności wywodzącej się z dwóch lub więcej ras, 0,88% ludności to Hiszpanie, Latynosi lub inni.
W hrabstwie znajduje się 3 365 gospodarstw domowych, w których 28,60% stanowią dzieci poniżej 18 roku życia mieszkający z rodzicami, 59,60% małżeństwa mieszkające wspólnie, 7,10% stanowią samotne matki oraz 29,40% to osoby nie posiadające rodziny. 25,30% wszystkich gospodarstw domowych składa się z jednej osoby oraz 12,40% żyje samotnie i ma powyżej 65 roku życia. Średnia wielkość gospodarstwa domowego wynosi 2,42 osoby, a rodziny wynosi 2,88 osoby.
Przedział wiekowy populacji hrabstwa kształtuje się następująco: 23,10% osób poniżej 18 roku życia, 7,50% pomiędzy 18 a 24 rokiem życia, 26,20% pomiędzy 25 a 44 rokiem życia, 26,50% pomiędzy 45 a 64 rokiem życia oraz 16,70% osób powyżej 65 roku życia. Średni wiek populacji wynosi 41 lat. Na każde 100 kobiet przypada 97,70 mężczyzn. Na każde 100 kobiet powyżej 18 roku życia przypada 97,70 mężczyzn.
Średni dochód dla gospodarstwa domowego wynosi 36 405 USD, a średni dochód dla rodziny wynosi 42 400 dolarów. Mężczyźni osiągają średni dochód w wysokości 31 239 dolarów, a kobiety 21 100 dolarów. Średni dochód na osobę w hrabstwie wynosi 17 456 dolarów. Około 6,10% rodzin oraz 9,50% ludności żyje poniżej minimum socjalnego, z tego 12,80% poniżej 18 roku życia oraz 9,80% powyżej 65 roku życia.

## Miasta
- Dallas City

## Wioski
- Biggsville
- Gladstone
- Gulfport
- Lomax
- Media
- Oquawka
- Raritan
- Stronghurst